# فرودگاه پترولینا
فرودگاه پترولینا (به انگلیسی: Petrolina Airport) (به زبان بومی: Aeroporto de Petrolina–Senador Nilo Coelho) یک فرودگاه همگانی مسافربری با کد یاتا PNZ است که یک باند فرود آسفالت دارد و طول باند آن ۳۲۵۰ متر است. این فرودگاه در کشور برزیل قرار دارد و در ارتفاع ۳۸۴ متری از سطح دریا واقع شده‌است.

## شرکت‌های هواپیمایی و مقصدهای پروازی
| شرکت‌های هواپیمایی                           | مقصدهای پروازی |
| ------------------------------------------- | -------------- |
| گارودا ایندونزیا اجرا توسط گارودا ایندونزیا | کوالا نامو     |
| وینگز ایر                                   | کوالا نامو     |

Lhoksukon airport, owned by Pt اکسان‌موبیل is also nearby.